# Пщеліни
Пщеліни (пол. Pszczeliny) — село в Польщі, у гміні Літовищі Бещадського повіту Підкарпатського воєводства.
У 1975-1998 роках село належало до Кросненського воєводства.